# صراع الجماعة
صراع الجماعة (بالإنجليزية: Group conflict)‏ أو الأعمال العدائية بين المجموعات المختلفة، هو سمة مشتركة بين جميع أشكال التنظيم الاجتماعي (كالفرق الرياضية، والمجموعات العرقية، والأمم، والأديان، والعصابات)، كما قد يحدث صراع الجماعة أيضا في الحيوانات التي تعيش في مجموعات. وعلى الرغم من أن الصراع الجماعي هو واحد من أكثر الظواهر المعقدة التي درسها علماء الاجتماع، إلا أن تاريخ الجنس البشري يثبت سلسلة من الصراعات على مستوى الجماعات، والتي اكتسبت سمعة سيئة على مر السنين. فعلى سبيل المثال، من عام 1820 إلى عام 1945، قدر أن ما لا يقل عن 59 مليون شخص قتلوا خلال الصراعات بين مجموعات من نوع أو نوع آخر. 
وتشير الأدبيات إلى أن عدد الوفيات تضاعف تقريبا بين عامي 1914 و 1964 نتيجة صراع جماعي آخر.
يمكن تقسيم صراع الجماعة إلى فئتين فرعيتين هما: الصراع بين الجماعات (التي تتصارع فيها جماعات مختلفة مع بعضها البعض)، والصراع داخل المجموعة (الذي يتصارع فيه أفراد داخل الجموعة الواحدة). وعلى الرغم من أن كلا الشكلين من الصراع لديه القدرة على زيادة حدته المتصاعدة، فقد لوحظ أن الصراع القائم على مستوى المجموعات (أي التنافس بين المجموعات) يعتبر عموما أكثر قوة من الصراع الموجود على مستوى الجامعة الواحدة - وهي ظاهرة تعرف باسم تأثير الانقطاع.